# Folkets jubel
Folkets jubel är en amerikansk komedifilm från 1936 i regi av Leo McCarey. Filmen handlar om ett mjölkbud som genom märkliga omständigheter blir mästare i mellanviktsboxning. Filmen bygger på pjäsen The Milky Way som sattes upp på Broadway 1934. Anthony Quinn gjorde filmdebut som statist i denna film. Han ses som en man i boxningspubliken.

## Rollista
- Harold Lloyd - Burleigh Sullivan
- Adolphe Menjou - Gabby Sloan
- Verree Teasdale - Ann Westley
- Helen Mack - Mae Sullivan
- William Gargan - McFarland
- George Barbier - Wilbur Austin
- Dorothy Wilson - Polly Pringle
- Lionel Stander - Spider Schultz
- Charles Lane - Willard
- Marjorie Gateson - Mrs. Winthrop LeMoyne